# آندراس شولس
آندراس شولس (آلمانی: Andreas Schulz؛ زادهٔ ۵ اکتبر ۱۹۵۱) قایقران روئینگ اهل آلمان شرقی بود.
وی در مسابقات کشوری و بین‌المللی در مجموع برندهٔ ۱ مدال طلا، ۲ مدال نقره شده‌است.